# Riecznoj wokzał (stacja metra w Moskwie)
Riecznoj wokzał (ros. Речной вокзал – Dworzec rzeczny) – stacja moskiewskiego metra linii Zamoskworieckiej (kod 041) położona w północnym okręgu administracyjnym Moskwy w rejonie Lewobierieżnyj. Stanowi północne zakończenie linii. Nazwa (dosł. Rzeczny dworzec)  nawiązuje do znajdującego się opodal, nad Kanałem imienia Moskwy, Północnego Dworca Rzecznego. Wyjścia prowadzą na ulicę Festiwalnaja.

## Konstrukcja i wystrój
Jednopoziomowa, płytka stacja kolumnowa z jednym peronem. Zbudowana według standardowego projektu z lat 60. metodą otwartych wykopów. Posiada dwa rzędy 40 kolumn pokrytych brązowym marmurem. Ściany nad torami obłożono białymi i jasnoniebieskimi płytkami ceramicznymi, a podłogi szarym granitem.